# Берестяное (комплекс археологических памятников)
Берестя́ное — комплекс археологических памятников раннего средневековья.

## Общие сведения
Комплекс археологических памятников Берестяное относится к раннему средневековью и состоит из
городища, селища, курганных могильников. Он расположен у села Берестяное Волынской области.

## Результаты исследований
В комплексе археологических памятников Берестяное с 1983 года по 1994 год проводились раскопки трёх групп могильников. К первой группе относились курганы в урочище Сермень (11 могил) с захоронениями на уровне древнего горизонта XII века, западного типа, установленного по найденным артефактам (горшки, височные бронзовые кольца, прялки).
Во второй группе могильников, расположенных в урочище Майдан насчитывается 8 курганов возникших в X — последней четверти XI века. Обнаруженные захоронения относятся как к западному, так и восточному типу. Среди найденных артефактов имеются серебряные кистевидные височные кольца, бусины из сердолика и стекла, пряжки.
Третья группа, состоящая из 26 курганов в урочище Голова, имеет аналогичный второй группе обряд погребения и набор артефактов XI века.